# Mifi
Departament Mifi – departament w Prowincji Zachodniej w Kamerunie ze stolicą w Bafoussam. Na powierzchni 402 km² żyje około 290,7 tys. mieszkańców.